# 佐敦谷北道
佐敦谷北道（英語：Jordan Valley North Road），位於香港牛頭角佐敦谷，連接牛頭角道至彩霞道的一條道路。全線雙線雙向行車。

## 概要

### 有關名稱
據港府於1966年6月16日發佈的第1628號政府憲示，公佈為位於RDK126圖則內以粉紅及藍色標示的街道命名。其中清楚描述粉紅街道（該街道於其與牛頭角道之會合點為起點，向東北方向伸延1100呎，後與佐頓谷南道會合）的街道中文名稱為「佐頓谷北道」。但當局在該處設置路牌時誤譯為「佐敦谷北道」。縱使當局於2006年借更換新式街道路牌之名，一夜之間替佐敦谷北道六個新式路牌改成「佐頓谷北道」，但最終都將錯就錯，繼續沿用「佐敦谷北道」。

### 歷史
佐敦谷北道早於1959年與佐敦谷南道及佐敦谷邨同時啟用。牛頭角道至彩霞道交界一段的佐敦谷北道為雙線雙向行車道路，以供車輛進出牛頭角道及彩霞道兩道。
佐敦谷邨拆卸前，這街道除牛頭角道至其與彩霞道交界一段外，還包括一段單線單向行車、位於佐敦谷遊樂場（第一期）內的一段小徑，長度有約335米。車輛由振華道駛進佐敦谷南道後，需駛經連接佐敦谷北道的小橋，以及佐敦谷北道才能駛出佐敦谷邨範圍。而在佐敦谷北道與彩霞道交界處則設有一迴旋處，以連接雙向行車及單線單向行車的兩段道路。
到1996年，佐敦谷邨拆卸，連同邨內的通道都一併停用。但因佐敦谷北道與淘大花園等建築共用，加上是佐敦谷內的主要道路，因此被保留下來，但長度則縮短至彩霞道交界，並需要入閘才可以繼續進入佐敦谷遊樂場範圍。

## 事件
2006年4月11日發生2死8傷罕見煤氣大爆炸意外。警方、消防處及煤氣公司人員接報到佐敦谷北道，處理一宗沙井泄漏煤氣事件，近兩個小時後各部門正欲收隊之際，沙井附近的偉景樓大堂、牛頭角道一個空置舖位及附近一個電表房，差不多同一時間猛烈爆炸，兩聲巨響過後，偉景樓升降機大堂地下，被炸開一個3呎深坑洞，一名89歲老婦墮坑重創死亡，一名交通警長駕鐵馬途經時，被炸飛的捲閘擊中頭部重創，鐵馬也被氣流推翻，多名途人也被氣流及亂飛雜物擊傷，跌坐行人路上。意外現場是佐敦谷北道與牛頭角道交界。3個爆炸地點相距不遠，分別是佐敦谷北道9號的偉景樓地下大堂、牛頭角路一個空置舖位（前身為星展銀行），以及偉景樓與淘大花園K座中間的一個電表房。有學者及工程師指今次大爆炸的模式十分罕見。

## 鄰近建築
- 淘大花園
- 偉景樓
- 佐敦谷工廠大廈
- 牛頭角下邨

## 兩旁的徙置大廈(現已拆卸)
- 佐敦谷邨第16座
- 佐敦谷邨第15座
- 佐敦谷邨第13座
- 佐敦谷邨第14座
- 佐敦谷邨第11座
- 佐敦谷邨第12座
- 佐敦谷邨第10座
- 佐敦谷工廠大廈

## 連接的道路
- 彩霞道
- 牛頭角道

## 相關
- 牛頭角
- 佐敦谷
- 佐敦谷邨
- 佐敦谷南道